# Czesław Skrobecki
Czesław Skrobecki ps. „Czesław”, „Mars” (ur. jako Czesław Tańcula 20 maja 1918 w Sułkowie, zm. 23 lutego 1996 w Krakowie) – polski prawnik, radca prawny i adwokat, uczestnik wojny obronnej 1939 roku, podczas okupacji niemieckiej żołnierz Armii Krajowej, oficer Kedywu. Kawaler Orderu Virtuti Militari.

## Życiorys
Urodził się w chłopskiej rodzinie Józefa Tańculi (zm. 1920) i Karoliny z Królów. W 1937 roku został adoptowany przez Kazimierza i Jadwigę Skrobeckich. Ukończył szkołę powszechną w Wieliczce, w trakcie nauki w Gimnazjum im. Jana Matejki był członkiem ZHP. Brał aktywny udział w strajku chłopskim 1937 roku. Po adopcji przeprowadził się do Katowic, gdzie w 1938 roku złożył egzamin maturalny. Jesienią tegoż roku rozpoczął służbę wojskową w Dywizyjnym Kursie Podchorążych Rezerwy 23 Górnośląskiej Dywizji Piechoty. W lipcu 1939 roku otrzymał promocję jako plutonowy podchorąży rezerwy.
Zmobilizowany w sierpniu 1939 roku otrzymał przydział do 73 pułku piechoty. Uczestniczył w wojnie obronnej jako dowódca drużyny, następnie plutonu, był ranny. Po kapitulacji z okolic Tomaszowa Lubelskiego przedostał się w cywilnym ubraniu do Sułkowa. Od października działał w konspiracji, w Organizacji Orła Białego, następnie Służbie Zwycięstwu Polski i Związku Walki Zbrojnej. Wykorzystując swoje przedwojenne zameldowanie w Katowicach organizował przerzuty ludzi ze Śląska przez Kraków na Słowację i Węgry.
Od września 1940 roku uczestniczył w organizacji struktur dywersji i sabotażu w Krakowie. Organizował bądź osobiście dowodził pierwszymi akcjami dywersyjnymi, w tym podpaleniem Kina „Wanda”, wykonywaniem wyroków na Polakach – konfidentach Gestapo, rozpoznaniem rezydencji Hansa Franka w Krzeszowicach. Po dekonspiracji krakowskich struktur ZWZ w marcu 1941 roku prowadził z podległymi ludźmi samodzielną działalność sabotażową i dywersyjną. W październiku 1942 roku podporządkował się rozkazom dowódcy Okręgu Kraków AK i objął stanowisko inspektora dywersji. Jako dowódca oddziałów dyspozycyjnych Kedywu w lutym 1944 roku zorganizował oddział partyzancki „Skok”, który na czas akcji „Burza” wszedł w skład samodzielnego batalionu partyzanckiego „Skała”. 28 sierpnia 1944 roku powrócił do Krakowa, gdzie do czasu rozwiązania Armii Krajowej pełnił funkcję dowódcy patroli specjalnych oraz oficera do specjalnych poruczeń przy dowódcy SBP „Skała”, majora Jana Pańczakiewicza.
Po wkroczeniu wojsk radzieckich do Krakowa odbył w przyspieszonym trybie studia prawnicze, uzyskując we wrześniu 1945 roku dyplom magistra. W październiku ujawnił się przed Komisją Likwidacyjną dla Spraw AK i został zweryfikowany w stopniu kapitana, awans ten nie był jednak uznany przez władze emigracyjne. W latach 1945–1948 studiował na Akademii Handlowej w Poznaniu, brał udział w organizacji i ochronie jednej z komisji podczas referendum 1946 roku. Po powrocie do Krakowa został mianowany aplikantem sądowym i w latach 1948–1950 odbył praktykę przy Sądzie Okręgowym w Krakowie. Następnie pracował jako radca prawny w różnych związkach Gminnych Spółdzielni oraz innych przedsiębiorstwach. Na przełomie lat 40. i 50. był inwigilowany i wielokrotnie przesłuchiwany przez funkcjonariuszy Urzędu Bezpieczeństwa. Po odbyciu aplikacji i złożeniu egzaminu adwokackiego, w latach 1955–1965 pracował w Zespole Adwokackim w Żywcu, łącząc praktyki adwokata i radcy prawnego. Po 1965 roku, nie mogąc uzyskać zezwolenia na przeniesienie praktyki adwokackiej do Krakowa, zrezygnował z niej, pozostając przy zawodzie radcy prawnego. Na emeryturę przeszedł w 1978 roku. W 1984 roku został wybrany radnym Rady Narodowej Miasta Krakowa, ze względu na zły stan zdrowia zrezygnował z funkcji przed upływem kadencji.
Był aktywnym działaczem Związku Bojowników o Wolność i Demokrację (od 1984 roku wiceprezesem Zarządu Wojewódzkiego w Krakowie, od 1985 członkiem Rady Naczelnej), Związku Inwalidów Wojennych, Polskiego Towarzystwa Turystyczno-Krajoznawczego, od 1992 roku członkiem Światowego Związku Żołnierzy Armii Krajowej. W 1995 roku został awansowany do stopnia majora.
Został odznaczony między innymi Krzyżem Srebrnym Orderu Virtuti Militari (1944), Krzyżem Kawalerskim Orderu Odrodzenia Polski (1983), trzykrotnie Krzyżem Walecznych, Srebrnym i Złotym Krzyżem Zasługi z Mieczami, Krzyżem Partyzanckim, Krzyżem Armii Krajowej, czterokrotnie Medalem Wojska, Medalem 40-lecia Polski Ludowej, Medalem „Za udział w wojnie obronnej 1939”, Medalem Zwycięstwa i Wolności 1945, Brązowym i Srebrnym Medalem „Za zasługi dla obronności kraju”, Jasnogórskim Medalem „Pro Fide et Patria”.
Zmarł w 1996 roku, został pochowany na Cmentarzu wojskowym przy ul. Prandoty w Krakowie (kwatera LXXXV-19/20-34/35).

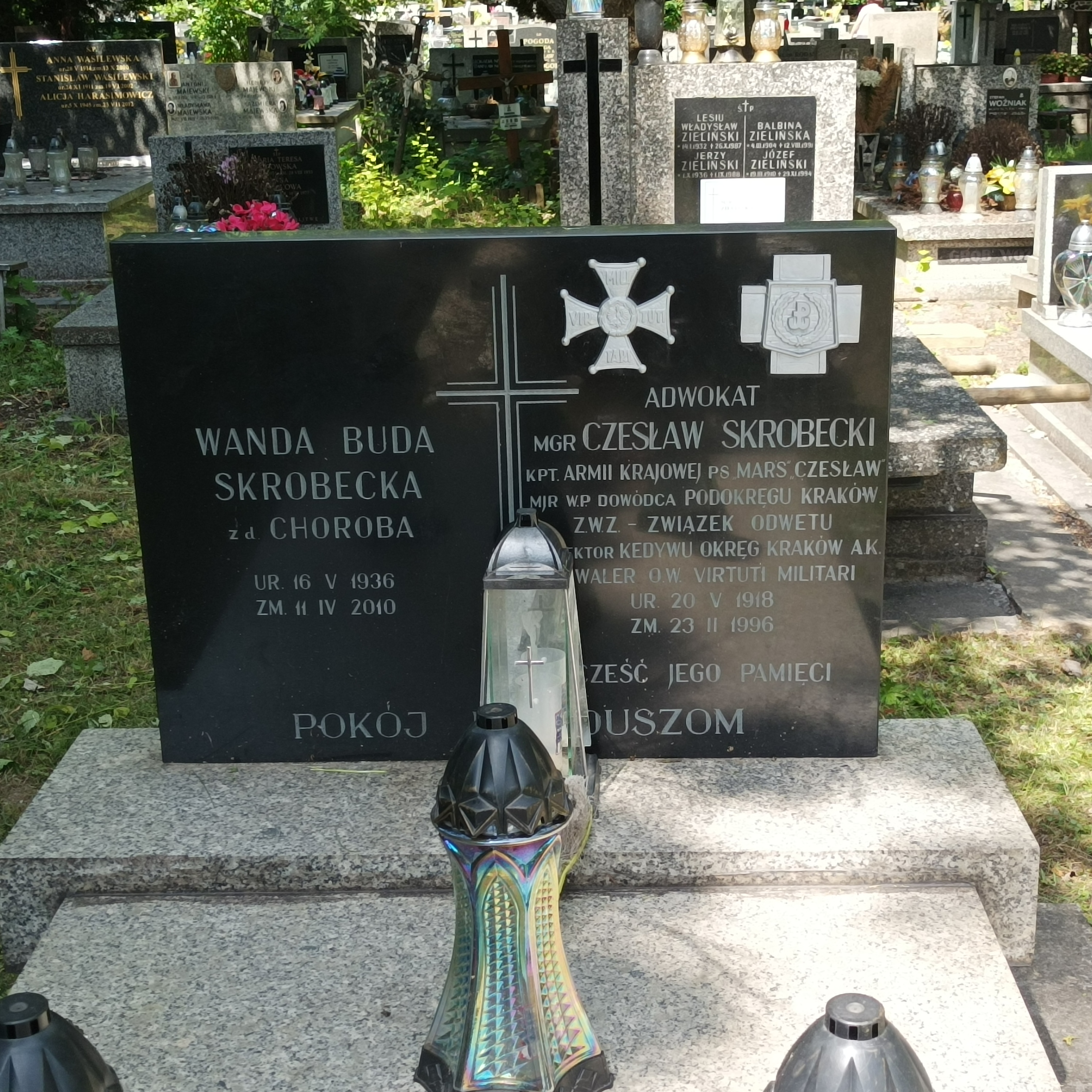
Grób Czesława Skrobeckiego